# 피에트로 필레르 코트레르
피에트로 필레르 코트레르(이탈리아어: Pietro Piller Cottrer, 1974년 12월 20일~)는 이탈리아의 크로스컨트리 스키 선수이다. 올림픽에 4회 참가하여 2006년 동계 올림픽에서 남자 계주 종목 금메달과 30km 추적 종목 동메달을 획득했다. 또한 2002년 동계 올림픽에서 계주 은메달, 2010년 동계 올림픽에서 15km 프리 종목 은메달을 획득했다.